# Sanca (Ciater)
Sanca is een bestuurslaag in het regentschap Subang van de provincie West-Java, Indonesië. Sanca telt 4170 inwoners (volkstelling 2010).